# Cap del Serrat Gran
El Cap del Serrat Gran és una muntanya de 2.402 metres que es troba al municipi de Bagà, a la comarca catalana del Berguedà. És un cim de poca prominència que es troba sobre la carena que baixa de la Tosa d'Alp cap al coll de Pal.